# Masalia nubila
Heliothis nubila là một loài bướm đêm trong họ Noctuidae.